# Циркумцеллионы
Циркумцеллио́ны (лат. circumcelliones, от слов Августина «qui circum cellas vagantur» — «вокруг сельских жилищ бродящие», иначе агонистики, греч. αγωνιστικοί — «способные к борьбе») — участники радикального христианского движения, распространившегося на территории римских провинций в Северной Африке в IV—V веках н. э.
Циркумцеллионами назывались первоначально бродячие во имя Христа аскеты, называвшие себя воинами Христа и считавшие своей обязанностью вести борьбу против всякой неправды, выдвигая лозунг защиты всех обиженных и угнетённых.
Ряды циркумцеллионов пополнялись в основном выходцами из бедного сельского населения и колонов. Уходя от мирских дел, они принципиально становились в оппозицию официальной церкви, вели борьбу против ортодоксальных клириков, разрушали церковные здания. Протестуя против социального неравенства, выступая против землевладельцев и кредиторов, освобождая рабов, уничтожая долговые обязательства, они отказывались от труда в сельском хозяйстве, а жить стремились за счёт подаяний сельских общин. При всём при этом свою социальную борьбу они обосновывали своими религиозными воззрениями. В своей борьбе агонистики позволяли себе грабить и убивать богатых и высокопоставленных людей. Они нередко возглавляли крупные восстания колонов, сельской бедноты и рабов против императорских властей (например, восстание в Нумидии около 340 года под руководством Аксидо и Фазира, восстание в начале V века).
Агонистики стремились к мученичеству и принятию смерти за Христа. При этом, основываясь на стихе «Но Иисус сказал Петру: вложи меч в ножны» (Иоанн, 18:11), они, как правило, избегали железного оружия и вооружались в основном дубинками.
Преследуемые государственной властью донатисты нашли в агонистиках поддержку, наложившую неизгладимое пятно на всех последователей Доната, хотя большинство из них и не принимало участия в преступлениях циркумцеллионов.